# Phytoecia sareptana
Phytoecia sareptana är en skalbaggsart som beskrevs av Ludwig Ganglbauer 1888. Phytoecia sareptana ingår i släktet Phytoecia och familjen långhorningar. Inga underarter finns listade i Catalogue of Life.